# Салтанович, Тимофей Емельянович
Тимофей Емельянович Салтанович — советский хозяйственный, государственный и политический деятель, Герой Социалистического Труда.

## Биография
Родился в 1912 году в деревне Осиновка. Член КПСС с 1939 года.
С 1927 года — на хозяйственной, общественной и политической работе. В 1927—1976 гг. — пастух, счетовод в сельскохозяйственной артели (колхозе) «Большевик», председатель исполкомов Веровойшанского и Мошковского сельских Советов, участник Великой Отечественной войны, политрук роты, командир стрелкового взвода, роты, заведующий военным отделом Оржицкого райкома КПУ, инструктор Оршанского райкома КП(б) Белоруссии, председатель исполнительного комитета Пищаловского сельского Совета депутатов трудящихся, заведующий финансовым отделом Оршанского райисполкома, председатель колхоза имени Кирова Оршанского района Витебской области Белорусской ССР.
Указом Президиума Верховного Совета СССР от 22 марта 1966 года присвоено звание Героя Социалистического Труда с вручением ордена Ленина и золотой медали «Серп и Молот».
Избирался депутатом Верховного Совета Белорусской ССР 6-го и 7-го созывов.
Умер в Елино в 1976 году.